# Gottlieb Weber
Gottlieb Weber (Zurique, 26 de julho de 1910 — Zurique, 4 de novembro de 1996) foi um ciclista suíço. Competiu nos Jogos Olímpicos de Verão de 1936 em Berlim, onde foi décimo sexto no contrarrelógio individual. Ainda em Berlim, a equipe suíça de ciclismo ganhou a medalha de prata no contrarrelógio por equipes, no entanto, Weber não pontuou.